# 萌木原ふみたけ
萌木原 ふみたけ（もえきばら ふみたけ、9月28日   - ）は、日本の漫画家、同人誌作家、美少女ゲームのイラストレーターおよび原画家。

## 人物
青森県青森市出身、東京都在住。
のちにLump of Sugarに所属するCGグラフィッカーのひろりんと同人サークル「ZiP」を1994年10月に立ちあげる。
2005年よりアダルトゲームブランドLump of Sugarに所属。温もりを感じさせるような柔らかいタッチが特徴で、「獣系」の女の子を好んで描くことが多い。
同人活動においては、ゲームを題材とする男性向けの二次創作作品を発表している。中には獣系のキャラクターが登場する長編漫画をゲーム化するなど、メディアミックス展開を果たした作品も存在する。
また、ひろりんおよび声優のなかせひなとは「UMA」というユニットを組み、楽曲発表も行っている。
動物ではネコを好む。

## 作品リスト[4]

### ゲーム
- Purism×Egoist（原画、同人ゲーム）
- univ 〜恋･はじまるよっ〜 （一部原画）
- univ 〜愛･おまたせっ〜 （一部原画）
- モルダヴァイト（一部原画）
- プラチナウインド（原画）
- Nursery Rhyme -ナーサリィ☆ライム-（原画）
- いつか、届く、あの空に。（原画）
- しゅが☆ぽ!（原画）
- タユタマ -Kiss on my Deity-（原画）
- タユタマ -It's happy days-（原画）
- Hello,good-bye（原画）
- 花色ヘプタグラム（原画）
- 世界と世界の真ん中で（原画）
- 運命線上のφ（原画）
- コドモノアソビ（原画）
- 恋想リレーション（原画）
- タユタマ2 -you're the only one-（原画）
- 縁りて此の葉は紅に（原画）
- 若葉色のカルテット（原画）
- ねこツク、さくら。（原画）
- 琉璃樱（原画）
- まどひ白きの神隠し（原画）
- ゆまほろめ～時を停めた館で明日を探す迷子たち～（原画）[5]
- アルカナ・アルケミア（原画）[6]
- 瑠璃櫻（原画）[7]
- 遥か碧の花嫁に（原画）[8]
- きら☆かの（原画）

### 漫画
- Purism×Egoist（コミックブレイドMASAMUNE、未単行本）

### 画集
- Lyrical（エンターブレイン、2009年3月28日）

### CDジャケット
- Kicco 3rdシングル「The fine every day」（メディアファクトリー、2009年4月22日）[9]
- Kicco 1stアルバム「ガトー・ショコラ」（5pb./Five Records、2011年4月27日）
- Kicco 2ndアルバム「Precious Gift」（Moemix Label、2015年10月30日）
- Melodies -Angel Note Best Collection Vol.11-（Star Rose Label、2016年1月29日）
- Kicco 3rdアルバム「四季彩クロニクル」（Moemix Label、2018年4月27日）
- Symphony Sounds Request2（Symphony Sounds、2024年1月26日）[10]

### ライトノベル
- ピリオドからはじまる魔導機書（水月紗鳥、MF文庫J）

### 雑誌
- 電撃萌王編集部、2013、「THE ART OF 萌木原ふみたけ」、『電撃萌王』（2013年4月号）、アスキー・メディアワークス、雑誌コード 16476-04、定期刊行物コード 4910164760435-00933 pp. 67 - 82

### 書籍
- 伊藤真広、村中宣彦（編）、2006、「【プロ作家】→【同人名義】データベース」、『ゲームラボ特別編集「現代視覚文化研究」』、三才ブックス ISBN 4-86199-061-0 pp. 186 - 193